# Romuald Pietraszek
Romuald Jerzy Pietraszek (ur. 26 stycznia 1933 w Izdebnie, zm. 18 sierpnia 2010 w Warszawie) – polski działacz partyjny i państwowy, kapitan żeglugi wielkiej, prawnik, dyplomata oraz menedżer, doktor nauk prawnych. Podsekretarz stanu w resortach związanych z gospodarką i transportem morskim (1969–1978), prezes Wodnego Ochotniczego Pogotowia Ratunkowego (1969–1978).

## Życiorys
Syn archiwisty Michała i Weroniki. W okresie okupacji ukończył szkołę podstawową, następnie w 1948 ukończył Państwowe Gimnazjum i Liceum im. Stefana Batorego w Warszawie. W 1948 przyjęty do Państwowego Centrum Wychowania Morskiego w Gdyni, a od 1949 do 1951 uczył się na Wydziale Nawigacyjnym Państwowej Szkoły Morskiej w Szczecinie. W okresie nauki działał w Organizacji Młodzieży Towarzystwa Uniwersytetu Robotniczego i Związku Młodzieży Polskiej (1948–1949). W 1952 wstąpił do Polskiej Zjednoczonej Partii Robotniczej, w latach 60. zasiadał w plenum Komitetu Miejskiego PZPR w Gdyni.
W 1963 ukończył zaocznie prawo na Uniwersytecie Warszawskim (praca magisterska pt. Odpowiedzialność cywilna armatora z tytułu zderzeń statków w międzynarodowym prawie morskim), w 1965 zdał egzamin sędziowski w Sądzie Wojewódzkim w Gdańsku. W 1970 obronił doktorat za zakresu prawa międzynarodowego na Uniwersytecie Mikołaja Kopernika w Toruniu na podstawie pracy pt. Problemy prawne zanieczyszczania wód olejami. Wykładał prawo morskie w Szkole Głównej Planowania i Statystyki oraz Wyższej Szkole Morskiej w Gdyni. Autor publikacji książkowych poświęconych tematyce morskiej, prawnej i wspomnieniowej, a także artykułów w prasie naukowej i specjalistycznej. Był jednym z inicjatorów budowy Portu Północnego w Gdańsku oraz współautorem umów międzynarodowych związanych z żeglugą, rybołówstwem i ochroną środowiska morskiego. W 2001 został członkiem rzeczywistym Londyńskiej Akademii Dyplomatycznej, występował jako rzeczoznawca Polskiego Instytutu Handlu Zagranicznego.
W latach 1951–1962 pracował w Polskich Liniach Oceanicznych, awansując od asystenta pokładowego do starszego oficera (pływał głównie na pokładzie MS Batory). Uzyskiwał rangi porucznika żeglugi morskiej (1954), porucznika żeglugi wielkiej (1955) , kapitana żeglugi morskiej (1958) i kapitana żeglugi wielkiej (1960). Pełnił funkcję kapitana różnych statków, m.in. chłodnicowca m/s „Dęblin”. W 1963 został szefem zarządu okręgu Związku Zawodowego Marynarzy i Portowców w Gdyni, a w 1966 szefem Gdańskiego Okręgowego Związku Żeglarskiego. Kierował krajowym Polskim Związkiem Żeglarskim, ponadto od 1969 do 1978 był pierwszym prezesem Wodne Ochotnicze Pogotowie Ratunkowego I i II kadencji. Zajmował stanowisko dyrektora generalnego Urzędu Morskiego w Gdyni (1966–1968) i Ministerstwie Żeglugi (sierpień 1968 – listopad 1969), następnie podsekretarza stanu w tym resorcie (listopad 1969 – kwiecień 1974, odpowiadał m.in. za administrację morską, rybołówstwo, szkolnictwo i kwestie techniczne). Następnie pełnił tożsamą funkcję kolejno w Ministerstwie Handlu Zagranicznego i Gospodarki Morskiej (kwiecień 1974 – listopad 1975) oraz Ministerstwie Komunikacji (listopad 1975 – czerwiec 1978, jako pierwszy zastępca ministra odpowiedzialny m.in. za ekonomikę transportu, prawo i współpracę międzynarodową). Był ponadto szefem Zespołu ds. Rozwoju Floty Handlowej i Rybackiej (1971–1974) i Komisji ds. Rozwoju Kontenerowego Systemu Transportowego (1976–1981).
W latach 1978–1980 pozostawał radcą handlowym i ministrem pełnomocnym ambasady PRL w Waszyngtonie, a od 1981 do 1983 pracował w Urzędzie Gospodarki Morskiej. Został szefem rady nadzorczej Żeglugi Polskiej i wiceszefem rady nadzorczej Polskich Linii Oceanicznych. W latach 80. i 90. był dyrektorem oddziałów spółek Athenian Tankers i STC Interfinans AB. W 1993 objął funkcję konsula honorowego Republiki Cypryjskiej (zajmowaną do 2000).
W 1958 ożenił się z Marią z domu Wilczyńską, mieli córkę i syna. 27 sierpnia 2010 został pochowany na cmentarzu w Konstancinie-Jeziornie.

## Odznaczenia i wyróżnienia
Został odznaczony Krzyżem Oficerskim i Kawalerskim Orderu Odrodzenia Polski, Złotym i Srebrnym Krzyżem Zasługi i Orderem Infanta Henryka VI klasy, a także Złotym Medalem "Za zasługi dla obronności kraju" (1976), Złotą Odznaką Honorową „Zasłużony Pracownik Morza”, odznaką honorową „Zasłużony dla transportu Rzeczypospolitej Polskiej”, odznaką honorową „Zasłużonym Ziemi Gdańskiej” oraz odznaką honorową „Gryf Pomorski”. Został członkiem honorowym Polskiego Związku Żeglarskiego.